# Sergio Escobar (Theaterdirektor)
Sergio Escobar (* 3. November 1950 in Mailand) ist ein italienischer Theaterdirektor.

## Leben
Escobar wurde an der Universität Mailand in Wissenschaftstheorie promoviert.  1979 begann er nach einer Tätigkeit in der Kinofilmproduktion seine Theaterkarriere im Sponsor- und Mediensektor der Scala, wobei er 1985 gemeinsam mit Claudio Abbado das Philharmonieorchester gründete. Er war seit 1985 nach Ende seiner Mitarbeit im Fernsehsektor von Fininvest auch Assistent des Intendanten Carlo Maria Badini.
Ab 1990 war er Intendant Teatro Comunale di Bologna, wechselte 1995 zum  Teatro Carlo Felice in Genua und 1996 an die Oper von Rom.
Seit 1998 ist er Direktor des Piccolo Teatro di Milano und Präsident von Platea, einer Stiftung für Theaterkunst, welche die 18 Prinzipien des italienischen Teatro stabile vertritt. 2001 bekam er den Theaterpreis Tagliacarne.
Didaktisch war er an der Universität Bologna, der Wirtschaftsuniversität Luigi Bocconi, der Katholischen Universität vom Heiligen Herzen, am Polytechnikum Mailand, dem Massachusetts Institute of Technology und an der Showa University of Music in Tokyo tätig.
Bei der Expo 2015 ist er Mitglied des Organisationskomitees für kulturelle Belange.

## Auszeichnungen
- 1998: Großoffizier des Verdienstordens der Italienischen Republik
- 2013: Puschkin-Medaille